# Tantou (sockenhuvudort i Kina, Jiangxi Sheng, lat 26,84, long 115,49)
Tantou är en sockenhuvudort i Kina. Den ligger i provinsen Jiangxi, i den sydöstra delen av landet, omkring 210 kilometer söder om provinshuvudstaden Nanchang. Antalet invånare är 9 925. Befolkningen består av 4 795 kvinnor och 5 130 män. Barn under 15 år utgör 22,0 %, vuxna 15-64 år 69 %, och äldre över 65 år 8,0 %.
Runt Tantou är det ganska tätbefolkat, med 166 invånare per kvadratkilometer. Närmaste större samhälle är Baisha, 14,2 km norr om Tantou. I omgivningarna runt Tantou växer i huvudsak blandskog.
Genomsnittlig årsnederbörd är 2 107 millimeter. Den regnigaste månaden är juni, med i genomsnitt 314 mm nederbörd, och den torraste är oktober, med 22 mm nederbörd.